# سلمون
سمك السلمون السلمون هو الاسم الشائع غير العلمي لعدة أنواع من الأسماك شعاعية الزعانف القادرة على التكيف مع مستويات ملوحة مختلفة (أحياء واسعة المدى الملحي)، وتنتمي إلى جنسي سلمون (جنس) وOncorhynchus من عائلة السلمونيات (Salmonidae). تُعد هذه الأنواع ذات أهمية تجارية كبيرة، وتنتمي إلى روافد المحيط الأطلسي الشمالي (جنس سلمون Salmo) والمحيط الهادئ الشمالي (جنس سلمون الباسيفيك Oncorhynchus). وتُصنّف أسماك السلمون ضمن فصيلة تضم أنواعًا قريبة أخرى مثل: سلمون مرقط (trout)، ولفّاشة (char)، وتملوس (grayling)، وكورجوناوات (السمك الأبيض whitefish)، واللينوك (lenok)، والتايمين (taimen).
وتتسم جميع هذه الأنواع بكونها من أسماك المياه الباردة التي تعيش في المناطق شبه القطبية والمعتدلة الباردة، مع وجود بعض المجموعات المتفرقة التي تعيش في أحواض مغلقة داخل آسيا الوسطى.
السلمون من الأسماك التي تتبع عادة نمطًا حياتيًا يُعرف بـ”الأنادرومية” (هجرة الأسماك)، أي أنها تفقس في مياه الجداول العذبة الضحلة التي يحتوي قاع المجرى علىالحصى، وتقضي سنواتها الأولى كصغار (مرحلة اليفاعة) في الأنهار والبحيرات والمستنقعات العذبة، ثم تهاجر إلى المحيطات عندما تبلغ سن البلوغ، حيث تعيش هناك كأسماك بحرية، لتعود لاحقًا إلى موطنها الأصلي في المياه العذبة من أجل التكاثر. ومع ذلك، توجد بعض التجمعات من أنواع السلمون تعيش حياتها كاملة في المياه العذبة، وتُعرف بأنها “محصورة برًّا” أو غير مهاجرة (landlocked). وتقول الروايات الشعبية إن سمك السلمون يعود إلى نفس الجدول الذي فقس فيه ليتكاثر، وقد أظهرت دراسات تتبع السلوك أن هذه المعلومة صحيحة في الغالب. غير أن نسبة من السلمون العائد قد “تضل طريقها” وتتكاثر في أنظمة مائية عذبة مختلفة، وتختلف نسبة هذا “التيه” أو الانحراف حسب نوع السلمون. وقد ثبت أن هذا السلوك التوجيهي (العودة إلى موطن الولادة) يعتمد بدرجة كبيرة على الذاكرة الشمية للأسماك.
يُعد السلمون من الأسماك ذات الأهمية الغذائية العالية، ويُربّى بكثافة في العديد من أنحاء العالم. وتُعد النرويج أكبر منتج للسلمون المُربّى في المزارع على مستوى العالم، تليها تشيلي. إضافةً إلى أهميته التجارية والغذائية، يُعتبر السلمون من الأسماك المفضّلة لدى هواة الصيد الترفيهي، سواء في المياه العذبة أو المالحة، ويُصنَّف ضمن صيد “الأسماك الرياضية” عالية القيمة. وقد أُدخِلت العديد من أنواع السلمون وتوطينها في بيئات غير موطنها الأصلي، حيث تأقلمت وتكاثرت طبيعيًا، ومن أبرز هذه المناطق: البحيرات العظمى في أمريكا الشمالية، وباتاغونيا في أمريكا الجنوبية، والجزيرة الجنوبية من نيوزيلندا.
وتتميز السلمونيات بأنها نحيلة ذات حراشف مستديرة وذيل متشعب. تحتوي فمها على صف واحد من الأسنان الحادة. وعلى الرغم من أن أصغر الأنواع يبلغ طولها 13 سنتيمتر (5.1 بوصة) فقط عند البلوغ، إلا أن معظمها يكون أطول بكثير حيث يصل طول أكبرها إلى 2 متر (6.6 قدم).

## الأنواع
توجد الأنواع السبعة من السلمون ذات الأهمية التجارية ضمن جنسين اثنين من تحت فصيلة سلموناوات Salmoninae. يضم جنس سلمون Salmo سمك السلمون الأطلسي، والذي يتواجد على جانبي المحيط الأطلسي الشمالي، بالإضافة إلى أكثر من أربعين نوعًا آخر تُعرف عمومًا باسم سلمون مرقط (trout). أما جنس سلمون الباسيفيك Oncorhynchus، فيشمل 12 نوعًا معروفًا، تنتشر طبيعيًا فقط في شمال المحيط الهادئ، ويُعرف ستة منها باسم سلمون المحيط الهادئ، في حين يُصنَّف الباقي على أنه من أنواع السلمون المرقط. وخارج بيئاتها الأصلية، أُدخِل سلمون الشينوك (Chinook) بنجاح إلى كل من نيوزيلندا وباتاغونيا، في حين وُطِّنَت أنواع السلمون كوهـو (coho) وسوكاي أو سلمون أحمر (sockeye) والأطلسي في باتاغونيا أيضًا.

## التصنيف
إلى جانب فصيلة إيزوكسيفورمز (الأسماك ذات الحراب والأسماك ذات الصلة)وأوزميريفورمز (مثل الهِفّ) وأرجنتينيفورمز، فإن السلمونيفورمز تشمل الرتبة العليا بروتاكانثوبتيرجي.
تنقسم السلمونيدا (والسلمونيفورمز) إلى ثلاثة فصائل ونحو عشرة أجناس:
الترتيب السلمونيفورمز
- الفصيلة: سالمونيدا
  - الفصيلة الفرعية: كورجونينا
    - كورجوناس - السمك الأبيض (70 فصيلة)
    - بروسوبيوم - السمك الأبيض المستدير (ست فصائل)
    - ستينوداس - إنكونّو (فصيلة واحدة)

  - الفصيلة الفرعية: ثيمالينا
    - ثيمالوس - أسماك جرايلنج (12 فصيلة)

  - الفصيلة الفرعية: سالمونينا
    - براشيميستاكس - أسماك لينوكس (ثلاث فصائل)
    - هوتشو (خمس فصائل)
    - أونكورينكوس - سلمون المحيط الهادئ والسلمون المرقط (14 فصيلة)
    - سالمو - سلمون المحيط الأطلسي والسلمون المرقط (29 فصيلة)
    - سالفينوس - سمك الشار وسمك السلمون المرقط (مثل سمك السلمون المرقط الموجود بالجداول وسمك السلمون المرقط الموجود بالبحيرات) (49 فصيلة)
    - سالفثيموس (فصيلة واحدة)